# Rallye Monte Carlo 2008

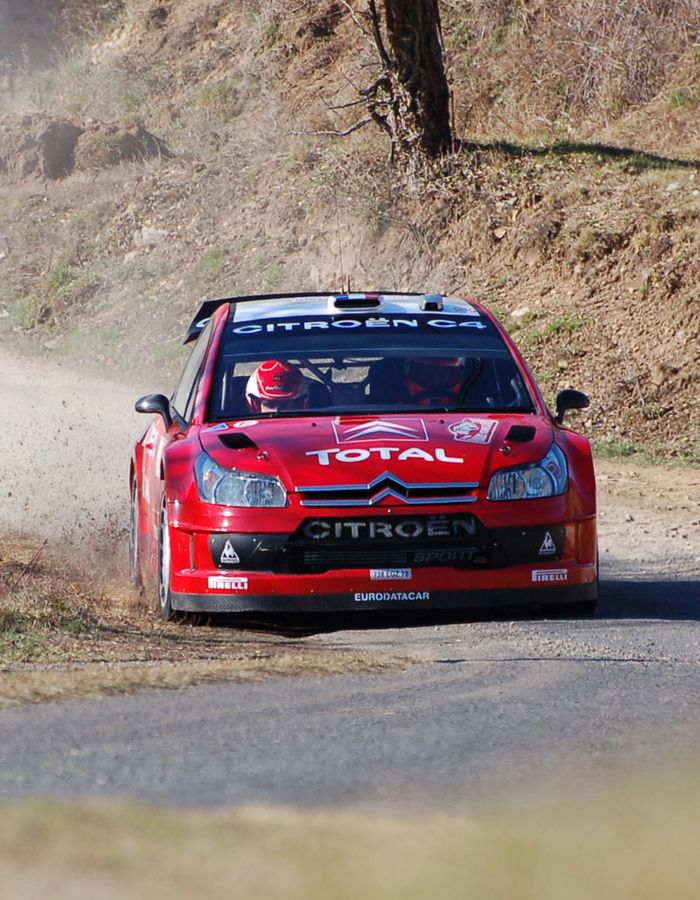
vítězná posádka Loeb-Elena

Rallye Monte Carlo 2008 byla úvodním podnikem Mistrovství světa v rallye 2008. Zvítězil Sébastien Loeb s vozem Citroën C4 WRC.

## Průběh soutěže
První den se jely jen 2 testy. První vyhrál Dani Sordo s druhým Citroënem, před Loebem. Třetí byl Mikko Hirvonen s vozem Ford Focus RS WRC. Problémy měl Per-Gunnar Andersson, jehož Suzuki SX4 WRC praskla poloosa. Druhý test vyhrál Loeb před Sordem a posunul se do čela. Třetí zůstával Hirvonen. Ve druhé etapě začal Loeb zvyšovat svůj náskok v čele soutěže. Toni Gardemeister s druhým Suzuki měl poruchu turbodmychadla a propadal se výsledkovou listinou. Chris Atkinson se Subaru Impreza WRC bojoval o čtvrtou pozici s dalšími dvěma jezdci, kterými byli Francois Duval s Fordem a Petter Solberg s druhým Subaru. Sordo pak začal mít problémy s předním diferenciálem a ztratil většinu ze svého náskoku na Hirvonena. Ve třetí etapě ale zabojoval a začal opět budovat svůj náskok. Stejně tak Atkinson se na čtvrté pozici vzdaloval Duvalovi a Solbergovi. Na 11. zkoušce ale měl Sordo poruchu turbodmychadla a musel odstoupit. Třináctý test vyhrál Atkinson, který jako první porazil vozy Citroën. Na dalším testu odstoupil po poruše Gardemeister. Ve čtvrté etapě pokračoval souboj Atkinsona a Duvala o třetí pozici. Atkinson nakonec ale třetí pozici uhájil.

## Výsledky
1. Sebastien Loeb, Daniel Elena – Citroën C4 WRC
2. Mikko Hirvonen, Jarmo Lehtinen – Ford Focus RS WRC
3. Chris Atkinson, Stephane Prevot – Subaru Impreza WRC
4. Francois Duval, Eddy Chevaillier – Ford Focus RS WRC
5. Petter Solberg, Phil Mills – Subaru Impreza WRC
6. Gianluigi Galli, Giovanni Bernacchini – Ford Focus RS WRC
7. Jean-Marie Cuoq, Philippe Janvier – Peugeot 307 WRC
8. Per-Gunnar Andersson, Jonas Andersson – Suzuki SX4 WRC
9. Henning Solberg, Cato Menkerud – Ford Focus RS WRC
10. Matthew Wilson, Scott Martin – Ford Focus RS WRC